# サランラップ
サランラップまたはサラン(Saran)は、食品用ラップフィルムの商品名である。アメリカ合衆国のダウ・ケミカルによって1949年に発売され、当初はポリ塩化ビニリデン(PVDC)を使用していたが、アメリカにおいては2004年にポリエチレン製に変更された。
日本では、ダウ・ケミカルと旭化成が共有する登録商標（第706999号ほか全5件）となっており、旭化成が製造し、旭化成ホームプロダクツが販売している。

## 歴史

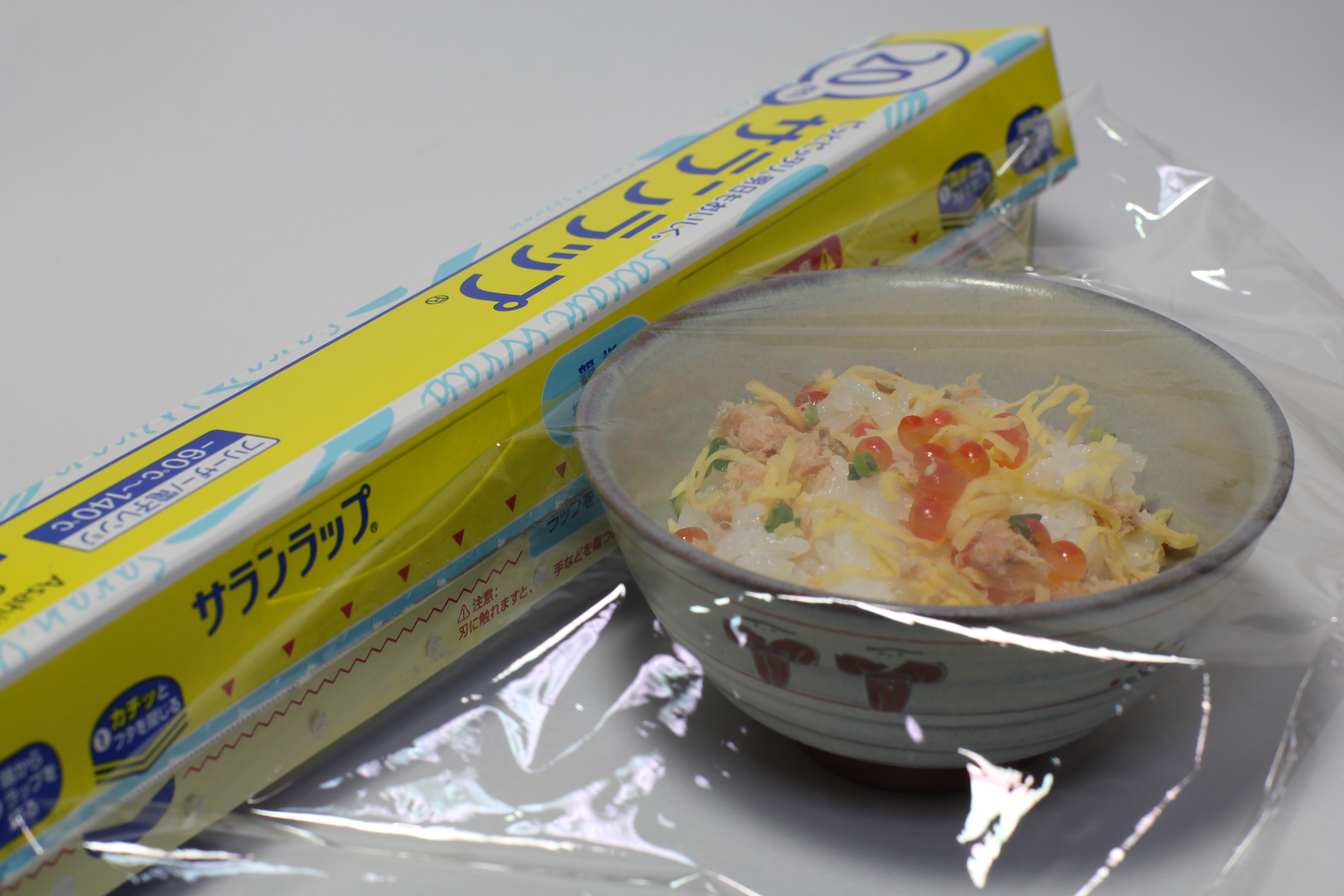
日本で販売されているポリ塩化ビニリデン製のサランラップ

1933年、アメリカ合衆国ミシガン州のダウ・ケミカルの研究所で実験器具を洗浄するアルバイトをしていた大学生ラルフ・ワイリー(Ralph Wiley)が、ドライクリーニング剤の開発で使用したビーカーの底に付着した残滓が洗い流せないことを発見したことから、ポリ塩化ビニリデン(PVDC)の開発がスタートした。当初は、戦闘機や自動車の内張りのための防水スプレーとして使用された。1942年には、戦闘用のゴム製ブーツ（ジャングルブーツ）のためのインソールに使用された。
戦後、ダウ・ケミカルのラドウィックとアイアンズという二人の技術者がピクニックに行った際に、PVDCフィルムにレタスを包んでいったことがきっかけとなり、食品の保湿と保管としての用途が注目され、1949年から正式に食品用ラップとして一般に販売されることになった。商品名は、食品用に使えることに気付いた2人の技術者の妻、サラ (Sarah) とアン (Ann) の名前にちなんでサランラップと名付けられた。その後、サランラップの事業と知的財産はSCジョンソンに買収された。
日本では、旭化成工業（当時）とダウ・ケミカルの合弁企業だった旭ダウ（1952年設立、1982年に合弁解消のうえ、旭化成工業に吸収合併）によって日本初でありライバルのクレラップ（呉羽化学、現・クレハ）にやや遅れることの1960年に発売開始された。冷蔵庫や電子レンジの普及により、売り上げを伸ばした。

## 材料
日本で製造されているサランラップは、PVDCフィルム（サランフィルム）を用いている。アメリカ合衆国では環境への配慮から、2004年低密度ポリエチレン (LDPE) を材料とするサランプレミアムラップ (Saran Premium Wrap) が発売され、主力となっている。 
旭化成では、主原料は宮崎県延岡市の「旭化成・延岡工場」（ちなみにかつては「旭化成ケミカルズ・サラン工場」←「旭ダウ・延岡工場」（同工場内））で生産し、航送で三重県鈴鹿市の工場（やはり、かつては旭化成ケミカルズ←旭ダウ）へ送られ、そこで「サランラップ」本体を生産している。

## CM出演者
- 岡まゆみ（1976年 - 1980年）
- 佐久間良子（1985年頃 - 1991年頃）※ マリアン・桜井幸子と共演バージョンあり
- マリアン（1990年頃）
- 桜井幸子（1990年 - 1993年）※ 最初期に佐久間良子と共演
- 竹下景子（1993年頃 - 1997年頃）
- オダギリジョー
- 菜木のり子（2001年）[9]
- 原田知世（2004年頃）
- 山口智充（2008年 - 2010年）
- 岡田准一（V6、2010年 - 2013年）※ 吉田羊らと共演バージョンあり
- 吉田羊（2012年 - 2013年） - 「更なる秘密」篇で岡田准一と共演したが、吉田は主に声と後ろ姿のみの出演。
- 徳永えり（2014年）
- 小野ゆり子（2014年）
- 我妻三輪子（2014年）
- 佐藤玲（2015年 - ）
- ホラン千秋（2021年 - ） - 芸名をもじったジョークグッズ「ホランラップ」プレゼントキャンペーンが行われた[10]。
- 福原遥（2022年 - 2024年）
- 藤森慎吾（オリエンタルラジオ、2023年 - ）